# Niszczyciele rakietowe typu Arleigh Burke
Niszczyciele rakietowe typu Arleigh Burke – typ niszczycieli amerykańskiej marynarki wojennej, których podstawę wyposażenia stanowi zintegrowany system kierowania walką Aegis Combat System. Oryginalnie okręty te projektowane były do zwalczania radzieckich samolotów, pocisków manewrujących oraz okrętów podwodnych. W efekcie powstała konstrukcja której przeznaczeniem jest prowadzenie operacji obrony przestrzeni powietrznej, zwalczania okrętów podwodnych i nawodnych oraz operacji uderzeniowych. Po wycofaniu ostatnich niszczycieli rakietowych typu Spruance w 2005, wszystkie amerykańskie niszczyciele w czynnej służbie należą do tego typu.

## Konstrukcja i wyposażenie
Przy konstrukcji kadłuba i nadbudówek tego okrętu wykorzystano doświadczenia wynikające z kolizji krążownika USS „Belknap” (CG-26) z lotniskowcem USS „John F. Kennedy” (CV-67) w 1975 roku oraz z zatopienia brytyjskiego niszczyciela HMS „Sheffield” w wyniku uszkodzeń powstałych na skutek trafienia pociskiem Exocet podczas wojny o Falklandy. Konstrukcja kadłuba o długości 153,8 metra została wzmocniona w celu zwiększenia odporności na działanie nadciśnienia fali uderzeniowej powstającej przy eksplozjach, odłamków oraz pożarów. Zwiększona została także odporność okrętu na działanie impulsów elektromagnetycznych (EMP). Żywotne części okrętu pokryte są kevlarowym opancerzeniem o masie 130 ton.

### Układy elektroniczne
Zestaw sensorów jednostki stanowią radar nawigacyjny SPS-64(V)9, radar przeszukiwania powierzchni SPS-67(V)3/4 oraz cztery wielofunkcyjne radary z aktywnym elektronicznym skanowaniem fazowym SPY-1D o kącie pokrycia 360°. Ponadto okręty wyposażone są w sonar dziobowy SQS-53C(V)1 oraz sonar holowany SQR-19B TACTAS do wykrywania i śledzenia okrętów podwodnych. Elektroniczne systemy samoobrony stanowią system pułapek przeciwtorpedowych SLQ-25A Nixie oraz system walki elektronicznej SLQ-32(V)3 w jednostkach DDG 68-112, w jednostkach zaś DDG 51-67 SLQ-32(V)2.

### Uzbrojenie
Uzbrojenie, obok przeciwpodwodnych torped lekkich Mk. 46 i Mk. 50, stanowi 90, a w jednostkach Flight IIA 96, rakietowych pocisków przeciwlotniczych średniego zasięgu Standard Missile 2 Block IIIA lub IIIB, pocisków manewrujących woda-ziemia RGM-109 Tomahawk (TLAM-C/D) oraz Evolved Sea Sparrow (ESSM) w jednostkach Flight IIA, i rakietotorped ZOP VL-ASROC w wyrzutniach VLS umieszczonych w grupach 32 na przodzie i 64 komory z tyłu okrętu. Dzięki temu, że jednostki Flight IIA są większe od wcześniejszych wersji okrętów swojego typu, mają też 96 komór wyrzutni VLS zamiast 90. W przeciwieństwie do innych krążowników i wersji amerykańskich niszczycieli, jednostki Flight IIA nie zostały wyposażone w system pocisków przeciwokrętowych RGM-84 Harpoon w samoprzeładowujących się wyrzutniach. Otrzymały natomiast pociski RIM-162 Evolved Sea Sparrow. Uzbrojenie artyleryjskie jednostki składa się z armaty 127 mm o długości 54 lub 62 kalibrów oraz dwóch artyleryjskich systemów obrony bezpośredniej (CIWS) Vulcan Phalanx Mk. 15 kalibru 20 mm. Okręty wyposażone są w lądowisko dla helikopterów wraz z niezbędnym wyposażeniem elektronicznym LAMPS 3. W odróżnieniu od jednostek Flight I i II, okręty Flight IIA otrzymały po dwa helikoptery SH-60R LAMPS III Seahawk. Planowane jest przedłużenie nadbudówek tych okrętów, w celu dodania jednostkom podwójnego hangaru dla śmigłowców.

## Służba operacyjna
12 października 2000 niszczyciel USS „Cole” należący do tego typu został ciężko uszkodzony w ataku terrorystycznym. Zginęło 17 amerykańskich marynarzy, a 39 zostało rannych. W ataku zginęło również dwóch zamachowców-samobójców.